# 電気生理学
電気生理学（でんきせいりがく）とは、神経、脳、筋肉、心臓やその他の組織または細胞の電気的性質と生理機能との関係を解明する生理学の一部門、またはそれに用いられる実験技術である。特に神経生理学は電気生理学的研究が中心であり、また現代ではイオンチャネル、受容体など分子レベルの研究が進められている。

## 歴史
18世紀の電磁気学の黎明期において生体組織（筋肉）が電気刺激に反応することは知られていた。1780年に物理学者・解剖医のルイージ・ガルヴァーニはカエルの脚に電気刺激を行う実験中、偶然、外部から電流を与えなくても、電気刺激を与えたものと同じ現象が起こることを発見した（詳細はガルヴァーニ電気を参照）。これは後にアレッサンドロ・ボルタが指摘する通り、化学電池（ガルバニ電池）が偶然成立したためであったが、ガルヴァーニは生物の中に電流の発生要因があること、またそれによって筋肉などの生体が動かされていると考え、これを「動物電気 (animal electricity)」と名付けた（一連の推論は最終的に1791年に書籍にまとめられ発表された）。この着想が今日おける電気生理学の嚆矢と見なされている。
19世紀に入ると電気を用いる生理学研究が盛んになり、エミール・デュ・ボア＝レーモンやヘルムホルツを中心に進められ、神経活動が電気的活動であることが確立された。組織の電気的活動を観測する方法としては、筋電図と心電図の研究が19世紀末から行われ、心電図の計測はその後研究された脳波とともに現在では臨床検査としても欠かせない技術となっている。20世紀半ばには脳・神経系の研究に電気刺激法が用いられるようになった。さらに組織・細胞の電気的活動を測定するための以下に示すような方法が発展し、電気的活動としての神経活動の詳細が明らかにされていった。
日本では、元東北大学総長の本川弘一がこの分野の研究者として草分け的な存在であり、著書に『電気生理学』（岩波全書）がある。

## 実験法
実験法としては、電極を組織表面、組織内（細胞外）、細胞表面、あるいは細胞内などに固定して電圧または電流の制御および測定を行う。 電極の種類には古典的な固体電極のほか、プリント基板、またガラスピペットなどの管に緩衝液を満たしたものがあり、目的に応じた形とサイズの電極が利用される。
測定方法には、電圧を固定し電流を記録するボルテージクランプ（電位固定）法と、一定の電流を流して電圧を記録するカレントクランプ（電流固定）法とがある。前者は一定の膜電位でのイオンチャネルの活動を調べるのに適している。後者は神経伝達物質の作用によりイオン流が生じた際の細胞の反応を調べるのに適している。ボルテージクランプ法は電気信号を増幅器で増幅して測定するが、カレントクランプ法は増幅器を用いず直接測定することが多い。
マイクロメートル単位の小さい電極を使えば、単一細胞の電気活動を記録できる。現在では細胞の活動に影響を与えにくい微小なガラスピペットを用いることが多い。これは先端の直径が1マイクロメートル以下、電気抵抗が数メグオームのものである。これにより分子レベルの測定もできる。

### 細胞外記録法
生きた動物の脳に電極を刺すと、隣接するニューロンの電気活動を細胞外から記録できる。電極が先端直径1マイクロメートルほどの微小なものならば、1個のニューロンだけの活動が検出できる。これで記録される活動電位は細胞内記録によるものよりはるかに弱い（約1mV）。この例としては、デイヴィッド・ヒューベルとトルステン・ウィーセル（1981年ノーベル賞受賞）による、猫の単一ニューロンが視覚刺激に反応することを示した研究がある。 電極を大きくすると、数個あるいはさらに多数のニューロンの全体としての活動が記録される。

### 固体電極による細胞内記録法
細胞内に細い針状電極を挿入することで、膜の内外での電位差あるいは電流を測定できる。一般に静止膜電位は-60から-80mV、活動電位は+40mVほどになる。この例としては、アラン・ロイド・ホジキンとアンドリュー・フィールディング・ハクスリーによるニューロンの活動電位の研究があり、1963年にノーベル賞を受賞した。これはイカの巨大軸索にボルテージクランプ法を適用したものである。

### パッチクランプ法
緩衝液と電極を入れた微小なピペットの先端を細胞膜に押し付けると、ピペット内外の液が絶縁され、押し付けられた内側部分（パッチ）の電気活動が記録できる。この方法をパッチクランプ法という。この方法はエルヴィン・ネーアーとベルト・ザクマン（1991年ノーベル賞受賞）により開発された。
実験法には大きく分けて3種類ある。まずピペット内側の緩衝液を軽く吸引して細胞を吸い付ける。これによりピペット先端で囲まれたパッチにあるイオンチャネルの性質が調べられる。
次の方法として、さらに強く吸引するとパッチが破られ、緩衝液は細胞内と連続になり、従来の固体電極と同様に細胞内記録ができる。ただし欠点として、細胞質が緩衝液と混じり薄まるという点がある。これを改良するために考案されたのが穿孔パッチ法で、イオンだけを通す物質（イオノフォア）をパッチ部分の膜に取り込ませ、イオンだけは自由に通るようにする方法である。これにより、タンパク質などは外に出ないが電気的には連続になる。
もう一つの方法として、パッチを細胞から切り離し回収して調べることもできる。これは膜にあるイオンチャネルの性質を調べる優れた方法である。これにはピペット先端を細胞に押し付けた段階でパッチを切り取る方法（細胞内側がピペットの外側に来る）と、一旦パッチを破ってからその周囲の膜を引き出す方法（細胞内側がピペットの内側に来る）がある。
以上のほか、細胞内のイオン組成をなるべく変えずに記録するために、パッチクランプと同じようなピペットだが、孔径をさらに小さくしてイオンの出入りがほとんどないようにしたものを用いる方法がある。

### 光学的電気生理学 (optical-electrophysiology)

#### 膜電位の光学計測法 (膜電位イメージング)
古典的な電気生理学的手法の欠点は、細胞1つ1つを見分けながらそれぞれの活動を同時記録することが困難な点である。膜電位の光学計測法 (膜電位イメージング) は、膜電位に応じて蛍光や吸光度が変化する分子を用いた、膜電位の間接的計測方法である。
1970年代からYale大学のLarry Cohenらによって発明された。Cohenらに続いて様々な種類の色素が開発され、同時に顕微鏡の性能が格段に上昇した。結果、膜電位の光学測定法 (膜電位イメージング) は神経細胞集団の活動を同時記録する有力な手法の1つになっている。

#### 光遺伝学
膜電位の光学測定法によって、膜電位の計測は光学的に可能になった。電気生理学に重要なもう一つの側面は、膜電位の操作である。
光遺伝学を用いれば、光感受性のタンパク質を介して光で膜電位を操作することが可能になる。

## 参考図書
- 杉晴夫『生体電気信号とはなにか : 神経とシナプスの科学』講談社、2006年。ISBN 978-4-06-257523-2。
- 久保田博南『電気システムとしての人体 : からだから電気がでる不思議』講談社、2001年。ISBN 978-4-06-257338-2。